# Romantica Clock
Romantica Clock (jap. ロマンチカ クロック Romanchika Kurokku) ist eine Mangaserie von Mangaka Yōko Maki, die von 2012 bis 2015 in Japan erschien. Die Serie wurde ins Deutsche und Italienische übersetzt und 2014 kam eine Umsetzung als kurze Anime-Fernsehserie heraus.

## Inhalt
Die 14 Jahre alte Akane Kajiya ist sportlich und bei ihren Mitschülern beliebt, während ihr Zwillingsbruder Aoi zwar intelligent ist, aber arrogant herüberkommt. Die beiden sehr unterschiedlichen Zwillinge tun sich schwer miteinander und Akane ist neidisch auf den schulischen Erfolg von Aoi, den sie inzwischen vor allem als Rivalen sieht. So ist sie froh, dass Aoi nur selten zur Schule kommt. Als aber ihr Schwarm Tsujiri ihr eine Abfuhr gibt, weil sie zu dumm sei, bittet sie ihren Bruder um Hilfe. Der weist sie zwar zurück, kommt von nun an aber wieder häufiger zur Schule. Als er mit Tsujiri konfrontiert wird, halten die Zwillinge plötzlich zusammen und Akane erkennt, dass Tsujiri nicht der ist, für den sie ihn gehalten hat. Von da an tragen die Geschwister ihre Rivalität verstärkt in der Schule aus, insbesondere Akane will Aoi nacheifern. Zugleich unterstützen sie sich immer mehr gegenseitig, in ihren schulischen Leistungen wie in der Freundschaft und der Liebe.

## Veröffentlichungen
Der Manga erschien zunächst ab August 2012 in einzelnen Kapiteln im Magazin Ribon. Dort wurde die Serie im November 2015 abgeschlossen. Der Verlag Shūeisha brachte die Kapitel gesammelt in zehn Bänden heraus. Mehrere der Bände erreichten Platzierungen in den Manga-Verkaufscharts, erstmals der vierte Band mit über 15.000 Verkäufen innerhalb einer Woche. Der Abschlussband verkaufte sich schließlich über 48.000 Mal in zwei Wochen. Eine deutsche Übersetzung erschien von Juni 2014 bis Januar 2017 bei Tokyopop. Die Übersetzerin war Hana Rude. Eine italienische Fassung erschien bei Planet Manga.
Für TV Tokyo entstand eine kurze Animeserie zum Manga mit drei je eine Minute langen Folgen. Diese wurden vom 4. bis 25. Februar 2014 im Oha-Star-Programmblock gezeigt. Das in den Folgen eingespielte Lied wird von Ai Kayano gesungen.
| Rolle        | japanischer Stimme (Seiyū) |
| ------------ | -------------------------- |
| Akane Kajiya | Ai Kayano                  |
| Aoi Kajia    | Kaito Ishikawa             |
| Tsujiri      | Tomoaki Maeno              |